# Eletrónica de consumo

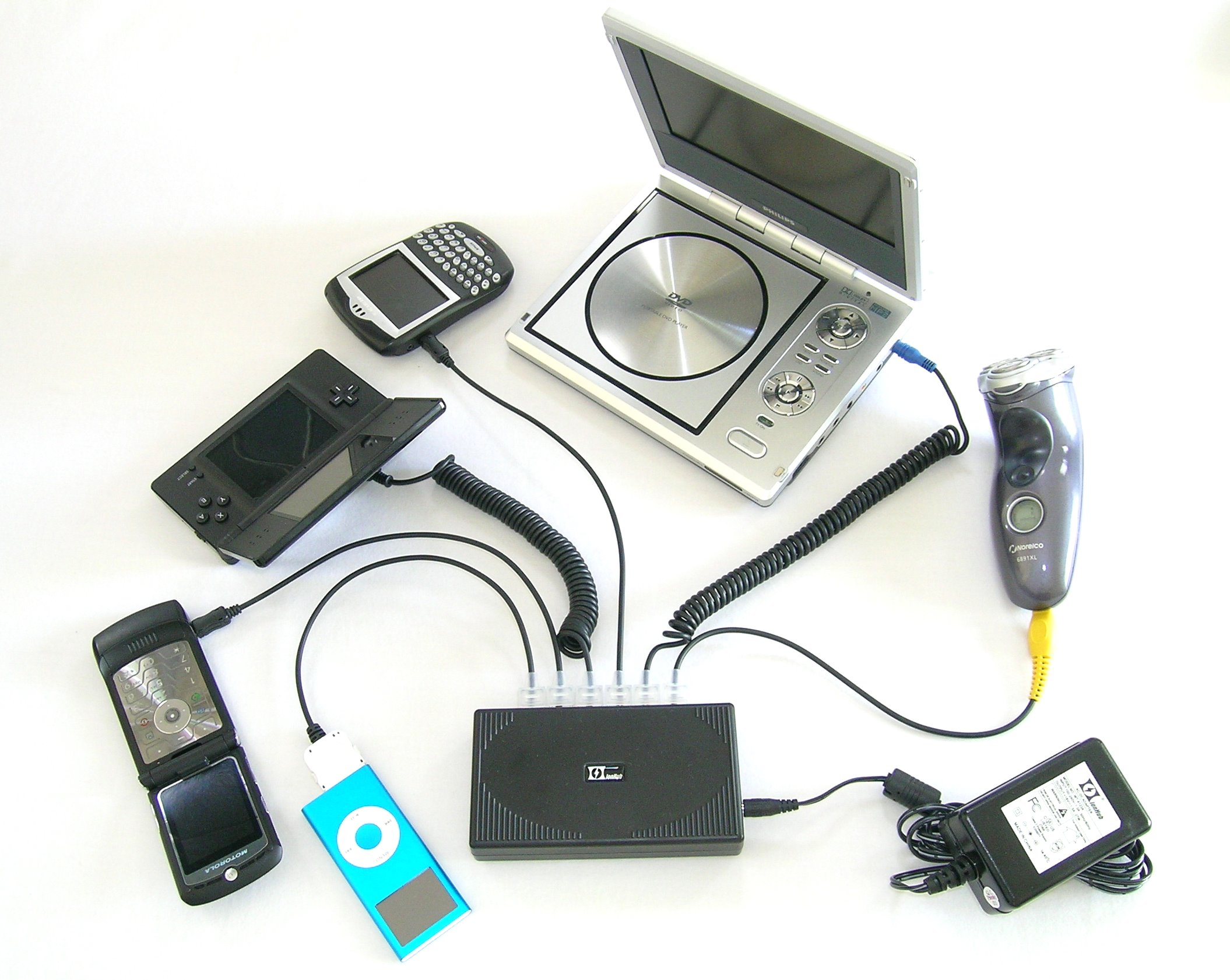
Exemplos de eletrónica de consumo do início da década de 2000.

A eletrônica(pt-BR) ou eletrónica(pt-PT?) de consumo (em inglês: consumer electronics) é a designação dada a equipamentos eletrónicos para uso pessoal (em contraste com o uso industrial), com aplicações no entretenimento, comunicação e, na produtividade no escritório. 
Algumas subcategorias deste tipo de produto são por exemplo os celulares, computadores, equipamentos de áudio, televisores e consoles de jogos eletrônicos.
O aparelho electrónico de uso doméstico para informação ou entretenimento é chamado internacionalmente de "produto castanho" ou "produto da linha marrom" (em inglês: brown product). Esta categorização inclui normalmente aparelhos que estão em uso na sala de estar, como: televisores, gravadores de vídeo, video-câmeras, produtos de áudio.
Os equipamentos eletrônicos domésticos são classificados em: linha branca (eletrônicos de médio e grande porte), linha marrom (eletrônicos de uso na sala), linha azul (eletroportáteis), Linha verde (resíduos de informática).